# Ульяна
Улья́на — женское русское личное имя латинского происхождения; восходит к лат. Julianus — «Юлиев», притяжательному прилагательному от Julius, то есть «принадлежащий Юлию», разговорная форма имени Юлиания (Иулиания). Имеет мужскую форму Ульян, от которой произошли фамилии Ульянов, Ульянычев и Ульяненко. В советскую эпоху под воздействием западноевропейских имён-аналогов в русский именослов вошло имя Юлиа́на (Юлиа́нна). В русском именослове имеется также другое этимологически близкое женское имя — Юлия.

## Частотность имени
Имя Ульяна входило в число традиционно распространённых женских русских имён. Во второй половине XVIII века имя употреблялось во всех сословиях, но чаще встречалось среди крестьянок; его частотность, по данным В. А. Никонова, колебалась от 10 до 31 промилле (то есть на 1000 именуемых женщин) среди крестьянок различных губерний и составляла 8 промилле среди дворянок. В XIX веке имя — преимущественно крестьянское, среди дворянок редкоупотребимое. В конце XIX века имя уже не входило в число распространённых женских русских имён, а к середине XX века его частотность упала до минимальных значений; именование новорождённых девочек именем Ульяна в начале 1960-х годов носило окказиональный характер. Показательно, что в тот же период отмечался рост популярности близкого и созвучного имени Юлия. В 1980-е годы интерес к имени возродился, и А. В. Суперанская и А. В. Суслова относили это имя в категорию имён ограниченного распространения, то есть с частотностью от 2 до 5 промилле; к той же категории отнесено имя Юлиана.
Краткие формы имени: Уля, Ляна, Люля (← Ульяна);
Уменьшительные формы: Ульянка, Ульяша, Ульяха, Уся (← Ульяна);

## Именины

### Православный календарь
- Православные (даты даны по григорианскому календарю)[6]: 3 января, 15 января, 17 марта, 2 апреля, 16 мая, 15 июня, 5 июля, 19 июля, 30 августа, 31 августа, 11 октября, 14 ноября, 17 декабря

В скобках — даты по новому стилю.

### Католический календарь
- Юлиана Никомидийская: 16 февраля
- Юлиана Фальконьери: 19 июня
- Юлиана Льежская: 6 апреля